# Gerardo Roberto Samaniego
Gerardo Roberto Samaniego, más conocido como «el payaso Firulete» (Buenos Aires, 26 de junio de 1923-Buenos Aires, 26 de julio de 2004), fue un payaso de circo, teatro y televisión argentino.
Nació en el barrio de Mataderos, pero pasó gran parte de su vida en Morón, donde fue declarado ciudadano ilustre por el Honorable Concejo Deliberante.

## Trayectoria
Comenzó su carrera en el circo, formando pareja con el payaso «Santiaguito»,  interpretado por Ernesto Racedo. En 1958 la dupla «Firulete y Santiaguito» debutó en televisión, en Canal 7, con Ahí viene el circo, conducido por Guillermo Brizuela Méndez y Nelly Prince; luego participaron en los programas del mismo canal El circo Refrescola y El show del mediodía; en 1963 trabajaron en Circo 11 de Canal 11 hasta 1965; posteriormente participaron en los programas de Manuel García Ferré El club de Anteojito y El saber de los niños. 
En 1967 forma dupla con Cañito, payaso interpretado por su hijo Gerardo, con quien firmó un contrato de exclusividad con García Ferré para sus programas. Trabajaron en El club de Hijitus que estuvo cinco años y medio en el aire; entre 1973 y 1977 trabajaron en los ciclos televisivos El mundo de Calculín, Competencia, El club de Anteojito y Antifaz; en 1978 en el programa humorístico de Canal 11 El tío Porcel, protagonizado por Jorge Porcel y en El show de Leo y Lio conducido por Adolfo Casini en Canal 7, donde permanecieron hasta 1980. En el período 1982-1983 participaron del programa de Canal 9 conducido por Julieta Magaña Hola Julieta.
Otros programas en los que participaron como invitados fueron: Rec que emitía Canal 9 los domingos; el programa de Tato Bores Good Show; Fair Play, programa de Telefé conducido por Fernando Bravo; el magazín de Canal 13 360, todo para ver conducido por Julián Weich; el ciclo de Telefé Decime cuál es tu nombre conducido por Pablo Codevilla; el programa humorístico de Alfredo Casero Cha cha cha; Viva la Patria un programa de humor político producido por Sebastián Borensztein; el programa de entretenimientos Soufflé a la tarde conducido por Moria Casán; y Hetitor está en vivo conducido por Héctor Larrea.
Firulete y Cañito tenían su propio circo con el que se presentaron en muchas ciudades argentinas y uruguayas. También presentaron su espectáculo en teatros y entidades educativas, y en las temporadas de verano trabajaron en San Clemente del Tuyú, Santa Teresita y Mar del Plata.
La imagen de Firulete apareció en publicidades de la goma de mascar «Chiclefort», golosina de la empresa argentina Felfort. En 1978 se lanzó Firulete, Cañito y Rosita, un LP de promoción editado por RCA Victor. 
Algunas de las frases más conocidas de Firulete son «Cañito, ¿qué pasóoo?», «Son las siete menos siete faltan siete pa´ las siete», «Rosita, preparame 'lo raviole'», «chiculines» (por «chiquilines»), «Hasta chau!».

## Vida privada
En 1945 contrajo matrimonio con Rosa Gelabert con quien tuvo tres hijos: Gerardo Roberto, que luego fue su compañero de trabajo durante décadas con su personaje «Cañito»; Carmen de las Mercedes, que hacía el personaje de «Rosita» y Jaime José.

## Programas
- 1983. El club de Anteojito.
- 1982-1983. Hola Julieta. Conducido por Julieta Magaña.
- 1978-1980. El show de Leo y Lio. Conducido por Adolfo Fito Casini.
- 1978. El tío Porcel.
- Competencia.
- 1976. El mundo de Calculín.
- 1968. El show de Anteojito y Antifaz.
- 1967. El club de Hijitus. Conducido por Guillermo Lázzaro y Amalia Scaliter.
- El saber de los niños. Conducido por Ernesto Lerchundi.
- 1964. El club de Anteojito y Antifaz.
- 1963-1965. Circo 11.
- El show del mediodía.
- El circo Refrescola.
- 1958. Ahí viene el circo. Conducido por Nelly Prince y Guillermo Brizuela Méndez.